# Sige parvoseta
Sige parvoseta är en ringmaskart som först beskrevs av Banse och Edward Hobson 1968.  Sige parvoseta ingår i släktet Sige och familjen Phyllodocidae. Inga underarter finns listade i Catalogue of Life.